# Olympische Sommerspiele 2004/Radsport – Keirin (Männer)
Der Keirin der Männer bei den Olympischen Spielen 2004 in Athen wurde am 25. August im Olympischen Velodrom ausgetragen.

## Ergebnisse

### 1. Runde
Die zwei Bestplatzierten von jedem Lauf qualifizierten sich direkt für das Halbfinale, die übrigen Fahrer konnten sich über Hoffnungsläufe für das Halbfinale qualifizieren.

#### Lauf 1
| Rang | Athlet               | Nation         | Anm. |
| ---- | -------------------- | -------------- | ---- |
| 1    | Ryan Bayley          | Australien     | Q    |
| 2    | Lambros Vasilopoulos | Griechenland   | Q    |
| 3    | Jamie Staff          | Großbritannien |      |
| 4    | Łukasz Kwiatkowski   | Polen          |      |
| 5    | Theo Bos             | Niederlande    |      |
| 6    | Toshiaki Fushimi     | Japan          |      |
| 7    | Jens Fiedler         | Deutschland    |      |

#### Lauf 2
| Rang | Athlet                | Nation             | Anm. |
| ---- | --------------------- | ------------------ | ---- |
| 1    | René Wolff            | Deutschland        | Q    |
| 2    | José Antonio Escuredo | Spanien            | Q    |
| 3    | Marty Nothstein       | Vereinigte Staaten |      |
| 4    | Jeroslav Jerobek      | Slowakei           |      |
| 5    | Josiah Ng             | Malaysia           |      |
| 6    | Laurent Gané          | Frankreich         |      |
| 7    | Yang Hee-chun         | Südkorea           |      |

#### Lauf 3
| Rang | Athlet                  | Nation         | Anm. |
| ---- | ----------------------- | -------------- | ---- |
| 1    | Shane Kelly             | Australien     | Q    |
| 2    | Ivan Vrba               | Tschechien     | Q    |
| 3    | Teun Mulder             | Niederlande    |      |
| 4    | José Sochón             | Guatemala      |      |
| 5    | Ross Edgar              | Großbritannien |      |
| 6    | Hong Suk-hwan           | Südkorea       |      |
| 7    | Mickaël Bourgain        | Frankreich     |      |
| DSQ  | José Antonio Villanueva | Spanien        |      |

### Hoffnungsläufe 1. Runde
Die beiden Ersten eines jeden Laufs qualifizierten sich für das Halbfinale.

#### Lauf 1
| Rang | Athlet                  | Nation         | Anm. |
| ---- | ----------------------- | -------------- | ---- |
| 1    | Jamie Staff             | Großbritannien | Q    |
| 2    | Jens Fiedler            | Deutschland    | Q    |
| 3    | José Antonio Villanueva | Spanien        |      |
| 4    | Ross Edgar              | Großbritannien |      |
| 5    | Jeroslav Jerobek        | Slowakei       |      |
| 6    | Laurent Gané            | Frankreich     |      |

#### Lauf 2
| Rang | Athlet           | Nation             | Anm. |
| ---- | ---------------- | ------------------ | ---- |
| 1    | Mickaël Bourgain | Frankreich         | Q    |
| 2    | Josiah Ng        | Malaysia           | Q    |
| 3    | José Sochón      | Guatemala          |      |
| 4    | Marty Nothstein  | Vereinigte Staaten |      |
| 5    | Toshiaki Fushimi | Japan              |      |

#### Lauf 3
| Rang | Athlet             | Nation      | Anm. |
| ---- | ------------------ | ----------- | ---- |
| 1    | Theo Bos           | Niederlande | Q    |
| 2    | Łukasz Kwiatkowski | Polen       | Q    |
| 3    | Hong Suk-hwan      | Südkorea    |      |
| 4    | Teun Mulder        | Niederlande |      |
| 5    | Yang Hee-chun      | Südkorea    |      |

### Halbfinale
Die besten drei Athleten eines jeden Halbfinallaufs qualifizierten sich für das Finale.

#### Lauf 1
| Rang | Athlet                | Nation         | Anm. |
| ---- | --------------------- | -------------- | ---- |
| 1    | Ryan Bayley           | Australien     | Q    |
| 2    | Josiah Ng             | Malaysia       | Q    |
| 3    | José Antonio Escuredo | Spanien        | Q    |
| 4    | Ivan Vrba             | Tschechien     |      |
| 5    | Łukasz Kwiatkowski    | Polen          |      |
| DSQ  | Jamie Staff           | Großbritannien |      |

#### Lauf 2
| Rang | Athlet               | Nation       | Anm. |
| ---- | -------------------- | ------------ | ---- |
| 1    | Shane Kelly          | Australien   | Q    |
| 2    | René Wolff           | Deutschland  | Q    |
| 3    | Mickaël Bourgain     | Frankreich   | Q    |
| 4    | Jens Fiedler         | Deutschland  |      |
| DNF  | Theo Bos             | Niederlande  |      |
| DSQ  | Lambros Vasilopoulos | Griechenland |      |

### Finale

#### B-Finale
| Rang | Athlet               | Nation         |
| ---- | -------------------- | -------------- |
| 7    | Łukasz Kwiatkowski   | Polen          |
| 8    | Jens Fiedler         | Deutschland    |
| 9    | Lambros Vasilopoulos | Griechenland   |
| DSQ  | Ivan Vrba            | Tschechien     |
| DNS  | Theo Bos             | Niederlande    |
| DNS  | Jamie Staff          | Großbritannien |

#### A-Finale
| Rang           | Athlet                | Nation      |
| -------------- | --------------------- | ----------- |
| Goldmedaille   | Ryan Bayley           | Australien  |
| Silbermedaille | José Antonio Escuredo | Spanien     |
| Bronzemedaille | Shane Kelly           | Australien  |
| DNF            | Mickaël Bourgain      | Frankreich  |
| DSQ            | René Wolff            | Deutschland |
| DSQ            | Josiah Ng             | Malaysia    |